# Дибровы
Дибровы (укр. Діброви) — село в Приютовской поселковой общине Александрийского района Кировоградской области Украины.
Население по переписи 2001 года составляло 221 человек. Почтовый индекс — 28034. Телефонный код — 5235. Код КОАТУУ — 3520386204.